# آبریی
آبریی (به پرتغالی: Abaré) یک سکونتگاه مسکونی در برزیل است که در باهیا واقع شده‌است.